# Галеотто, Марцио
Галео́тто Ма́рцио (1427-ок. 1497) — итальянский учёный, гуманист, хранитель библиотеки венгерского короля Матьяша Корвина, воспитатель королевича Яноша.

## Биография
До прибытия в Венгрию занимал должность учителя поэзии и риторики в университете Болоньи, но в 1477 году был обвинен инквизицией в еретичестве, поскольку в своих христологических исследованиях отрицал необходимость боговоплощения для спасения человечества. Галеотто бежал и был очень благосклонно принят при дворе венгерского короля, который разрешил так же, как и Лоренцо Медичи, публиковать еретические сочинения гуманиста.
Галеотто был последователем философии оккультиста Марсилио Фичино, с которым Маттиаш Корвин тоже был дружен и вел переписку. В Буде Марцио написал и опубликовал одно из своих основных сочинений — «De Homine». Галеотто, как и многие фигуры Ренессанса, сочетал интерес к медицине, астрологии, математике, филологии, алхимии и оккультным знаниям. Кроме философских сочинений, Галеотто является автором биографического труда, посвященный личности венгерского короля и его двору.